# Илузиониста (филм из 2006)
Илузиониста (енгл. The Illusionist) је филмска драма из 2006. године, режисера и сценаристе Нила Бергера. Главне улоге играју: Едвард Нортон, Џесика Бил и Пол Џијамати. Филм је снимљен по причи Илузиониста Ајзенхајм Стивена Милхаузера.

## Радња
XIX век, Беч, Аустрија. Илузионисту Ајзенхајма полиција је ухапсила одмах на његовом говору, сумњичивши га за заверу против империје. Инспектор Валтер Ул (Пол Ђамати), који га је ухапсио, прича причу о Ајзенхајму.
Млади Едуард Абрамович (касније познат под псеудонимом "Ајзенхајм") одрастао је у сиромашној породици. Једном је дечак срео чаробњака (таква је легенда о његовим магичним способностима), који му је дао дар илузионисте, након чега је нестао заједно са дрветом под којим је седео. Едвард учи невиђене трикове и једног дана упада у очи младој војвоткињи Софији фон Тешен. Деца се заљубљују једно у друго: Едвард каже Софи да ће отићи у Кину, где живи илузиониста, чинећи да читаве куће нестану. Проналазе их чувари и одводи Софи, а дечаку се прети да ће бити убијен ако макар једном приђе војвоткињи. Едвард спакује своје ствари и излази из куће.
Године пролазе. У Бечу се појављује извесни Ајзенхајм. На свом првом наступу показује трикове „Дрво поморанџе” (у којима дрво расте за неколико секунди) и „Лептири” (лептири доносе марамицу гледаоцу). Инспектор Ухл, који је гледао спектакл, након представе долази до илузионисте и тражи да открије тајну његових трикова, јер су импресионирали инспектора.
Вест о илузионисти стиже и до престолонаследника Леополда. Одлучује да дође на следећи Ајзенхајмов наступ. На представи, илузиониста тражи добровољца за трик, а Леополдова вереница, војвоткиња Софија фон Тешен, добровољно се јавља да то буде они. Стављају јој дугачак огртач, након чега она у огледалу види како јој неко пристаје с леђа и убија (позади нема никога). Софи се онесвести, али Леополд је одушевљен штосом и замоли Ајзенхајма да наступи у његовој палати.
Следећег јутра, Ајзенхајм среће Софи у њеној кочији. Она му каже да га је препознала. Затим илузиониста одлази у палату код Леополда. Престолонаследнику се не допадају његови први трикови, и тражи од Ајзенхајма да му покаже нешто занимљивије. Јунак узима Леополдов мач и поставља га вертикално са врхом на под, након чега га замоли да га подигне. Нико од гостију то не може. Сви су фасцинирани триком. Ред стиже до Леополда. Тешко да успева (јасно је да је у томе укључена Ајзенхајмова помоћ) да је подигне. Бесан због покушаја да га исмеје, престолонаследник наређује инспектору да заустави мађионичареве наступе. Ајзенхајм напушта палату, али Софи га сустиже. Она каже да му Леополд ово неће опростити. Илузиониста је пита зашто се толико плаши за њега, након чега се јунаци љубе.
Љубавници имају секс у Софијиној соби. Девојка каже Ајзенхајму да је незадовољна животом са Леополдом и да би радије побегла са њим. Ајзенхајм обећава да ће смислити план и тражи од Софи да буде опрезна (Леополд је једном убио своју љубавницу када је схватио да га је преварила).
Следећег дана, Ајзенхајм купује карте за воз да би се возио са Софи и договарао се да ће је дочекати. Увече девојка спрема да напусти Леополдов замак, али је пијани престолонаследник сустиже у штали, чују се њени крици. Ујутро, Софијин коњ је пронађен на улици са крвавом мрљом на врату. Полиција, предвођена инспектором Валтером Улом, кренула је у потрагу за војвоткињом. Ајзенхајм иде са њима. У шумском језеру виде мртво тело. Ајзенхајм рони у воду и први открива Софијин леш, са раном на врату. Породични лекар фон Тешен потврђује да је девојчица мртва. Ул жели да прегледа тело убијене жене, али му доктор то забрањује.
Ајзенхајм је у очају. Отпушта свог предузетника и ангажује азијске помоћнике. На неко време престаје да наступа, али се убрзо поново појављује. На свом наступу демонстрира сеансу у којој призива дух мртвог дечака. Овај трик изненађује публику, укључујући инспектора Ула. Ноћу, Валтер, заједно са пролазницима, види духа дечака како лута улицама града. Инспектор одлучује да открије тајну трика, али Азијати одбијају да открију тајну и избацују његовог помоћника кроз врата. Инспектор убрзо сазнаје да највероватније Ајзенхајм користи најновији уређај, нешто попут холографског пројектора.
Међутим, следећи говор мења Улов став према Ајзенхајму. Ајзенхајм призива дух убијене Софи, а неки гледаоци покушавају да сазнају од ње да ли је престолонаследник Леополд њен убица. Након наступа, Валтер тражи од Ајзенхајма да више не изводи такве трикове. Сазнавши од инспектора за трик, престолонаследник се појављује прерушен за следећи наступ. На њему Ајзенхајм поново призива Софијин дух, а многи гледаоци поново почињу да вриште да је престолонаследник убица. Леополд схвата да, ако буде препознат као убица, неће моћи да се попне на трон, и наређује инспектору Улу да одмах ухапси све који га на представљању сматрају убицом. Валтер Ул, по наређењу Леополда, хапси Ајзенхајма управо током говора (понавља се сцена са почетка филма).
У полицијској станици, Валтер каже Ајзенхајму да не жели да га ухапси, јер му је обожавалац. У овом тренутку, гомиле присталица илузионисте прилазе згради тражећи од полиције да га пусти. Јунак излази на балкон и каже да се бави само илузијама, а не призивањем духова. Народ се смири и оде.
Ајзенхајм позива свог отпуштеног предузетника на наступ и тражи од њега опроштај, обећавајући сав приход од наступа. Поново призива Софијин дух и нестаје после представе. И сам инспектор Валтер Ул почиње да верује у убиство Софије од стране престолонаследника. Почиње истрагу и схвата да сви трагови воде до Леополда. Леополд схвата да ће га Валтер открити и да ће убити инспектора, али Ул обавештава Леополда да се већ пријавио „вишој власти“, а краљевска гарда стиже у замак да ухапси Леополда. Леополд изврши самоубиство.
Следећег дана, Ул добија пакет од Ајзенхајма у коме се налази књига која описује трик наранџастог дрвета. Инспектор се присећа свих кључних догађаја и разуме да су Ајзенхајм и Софија све наместили: заједно са Ајзенхајмом су успављивали престолонаследника, Софи је насликала ожиљак на врату, а др фон Тешенов је био у дослуху са Софијом и Ајзенхајмом.
Ајзенхајм одлази возом. На позадини прелепог алпског пејзажа, одлази у шумску кућу, где га чека Софи. Љубавници се поново састају и љубе.

## Глумци
| Глумац           | Улога               |
| ---------------- | ------------------- |
| Едвард Нортон    | Ајзенхајм           |
| Пол Џијамати     | Инспектор Ул        |
| Џесика Бил       | Принцеза Софи       |
| Руфус Суел       | Принц Леополд       |
| Еди Марсан       | Јозеф Фишер         |
| Џејк Вуд         | Јурка               |
| Том Фишер        | Вилигут             |
| Арон Џонсон      | Ајзенхајм као дечак |
| Еленор Томлинсон | Софи као девојчица  |
| Карл Џонсон      | Доктор/старац       |
| Винсент Френклин | Лошек               |
| Николас Блејн    | господин Деблер     |
| Филип Магаф      | др Хофцинзер        |
| Ерик Редман      | Гроф Рајнер         |
| Мајкл Картер     | Фон Турнбург        |

## Локације снимања филма
- дворац Конопиште (Чешка Република)
- Праг (Чешка Република)
- Табор (Чешка Република)

## Зарада
- Зарада у САД - 39.868.642$
- Зарада у иностранству - 46.977.528$
- Укупна зарада - 86.846.170$